# Anthospermum
Anthospermum là một chi thực vật thuộc họ Rubiaceae. Chi này có các loài sau (tuy nhiên danh sách này có thể chưa đủ):
- Anthospermum aethiopicum L.
- Anthospermum asperuloides Hook.f.